# Spencer Turnbull
Spencer Turnbull, né le 18 septembre 1992 à Demopolis, en Alabama, est un joueur américain de baseball. Il évolue dans les ligues majeures au poste de lanceur partant pour les Phillies de Philadelphie.
Le 18 mai 2021, il réalise un match sans point ni coup sûr contre les Mariners de Seattle.